# Narodowa Armia Wyzwoleńcza (Libia)
Narodowa Armia Wyzwoleńcza (arab. جيش التحرير الوطني الليبي, jaysh al-taḥrīr al-waṭanī al-lībī), dawniej Libijska Armia Ludowa (arab. الجيش الشعبي الليبي, ash-Shaabi al-Libiya Al Jaysh) – libijskie siły zbrojne utworzone podczas wojny w Libii w 2011 roku przez byłych członków libijskiej armii, którzy wypowiedzieli posłuszeństwo Muammarowi al-Kaddafiemu i przeszli na stronę demonstrantów podporządkowując się Narodowej Radzie Tymczasowej jako organowi zwierzchniemu.

## Dowódcy
| Portret | Imię i nazwisko     | od            | do                  | Uwagi                                                |
| ------- | ------------------- | ------------- | ------------------- | ---------------------------------------------------- |
|         | Abd al-Fattah Junus | marzec 2011   | 28 lipca 2011       | Zginął w wyniku zamachu 28 lipca 2011 roku w Bengazi |
|         | Sulajman Mahmud     | sierpień 2011 | 6 października 2020 | Zmarł wskutek COVID-19                               |